# Уэбб, Джеймс
Джеймс Эдвин Уэбб (англ. James Edwin Webb; 7 октября 1906 — 27 марта 1992) — американский государственный деятель. Специализировался не на какой-то технической области, а на общем руководстве в области финансов, управления персоналом и юриспруденции. Поэтому за свою карьеру руководил самыми разными правительственными структурами: работал помощником конгрессменов Эдварда Поу и Оливера Макса Гарднера, работал заместителем госсекретаря в Государственном департаменте США, был директором Бюджетного бюро в канцелярии президента Трумэна. Также работал директором по персоналу Sperry Gyroscope. Не имел никакого опыта в аэрокосмической области и специального образования, но являлся администратором НАСА в 1961–68 годах. В честь Уэбба назван космический телескоп «Джеймс Уэбб».

## Биография
Предки Джеймса Эдвина Уэбба иммигрировали в Америку из Англии не позже конца XVII века.

### Ранние годы
Джеймс Эдвин Уэбб родился 7 октября 1906 года в городке Тэлли Хоу графства Грэнвилл в американском штате Северная Каролина в семье школьного учителя Джона Фредерика Уэбба (англ. John Frederick Webb) и его жены Сары (Sarah Edwin Gorham). Он был вторым ребенком в семье (первенцем у Уэббов была дочь Оливия, Olive Pauline Webb).
После того, как мальчику исполнился год, его отца назначили суперинтендантом (руководителем) школьной системы графства Грэнвилл, где расположен Тэлли Хоу, с тех пор он работал в этой должности следующие 26 лет.

### Образование
Первое высшее образование Джеймс Эдвин Уэбб получил Университете Северной Каролины как бакалавр искусств в области образования в 1928 году.
В 1932 году Уэбб поступил в юридическую школу Университета Джорджа Вашингтона, где он получил диплом адвоката в 1936 г. Получить юридическое образование Уэбб смог благодаря помощи губернатора Северной Каролины Оливера Макса Гарднера, который приметил способного юношу. Впоследствии Уэбб работал у Гарднера в его офисе. Все дальнейшая карьера Уэбба как чиновника была сильно связана с его юридической базой.

### Начало карьеры
Получив педагогическое образование, Дж. Э. Уэбб не пошёл работать учителем. По окончании университета в 1928 году он год работал клерком в юридической фирме, затем служил в морской пехоте пилотом и в 1932 году уволился в резерв в звании второго лейтенанта.
В 1932 году Уэбб приехал в Вашингтон и стал работать секретарем у Эдварда Поу — конгрессмена штата Северная Каролина, откуда Уэбб был родом.

### Персонал Палаты представителей США
Уэбб начал свою долгую карьеру на государственной службе в Вашингтоне с должности секретаря конгрессмена Эдварда Поу из Северной Каролины с 1932 по 1934 год. С помощью Уэбба, Поу оказал большое влияние на проталкивании первого законодательства Франклина Рузвельта известного как «Новый курс в течение первых ста дней». В дополнение к обязанностям секретаря Уэбб был вынужден оказывать физическую помощь пожилому и больному Поу.

### Помощник частного поверенного
В середине 1930-х Уэбб работал помощником в офисе вашингтонского юриста Оливера Макса Гарднера, в то время частного поверенного (адвоката-представителя), бывшего губернатора Северной Каролины и друга президента Рузвельта.
В 1934 году Уэбб занимался скандалами с авиапочтой, когда правительство прекратило перевозку авиапочты частными авиакомпаниями. Как адвокат Уэбб разрешил этот спор с правительством и перевозки почты были возобновлены.

### Sperry Gyroscope Company
Когда Уэбб получил второе образование в Юридической школе столичного университета Джорджа Вашингтона, пришёл работать в Sperry Gyroscope Company на руководящих должностях: в качестве директора по персоналу и личного помощника Томаса Моргана, президента Sperry. Между 1936 и 1944 годами Уэбб стал финансовым директором, а позже вице-президентом Sperry. Во время его пребывание в должности Sperry расширилась с 800 сотрудников до более чем 33 000 и стала крупным поставщиком навигационного оборудования и бортовых радиолокационных систем во время Второй мировой войны.

### Служба в Морской пехоте
Во время Второй Мировой Войны Уэбб воспользовался своим правом отказа от призыва в армию, так как Сперри был важным поставщиком военного оборудования. Тем не менее, в 1944 году он был призван в морскую пехоту, где был ответственным за радиолокационную программу для вторжения на материковую часть Японии. У него был приказ отправиться в Японию 14 августа 1945 года, но в боевых действия участия не принял из-за капитуляции Японии 2 сентября 1945 года.

### Бюджетное бюро
После Второй мировой войны Уэбб вернулся в Вашингтон, и некоторое время работал исполнительным помощником Гарднера, заместителя министра финансов, прежде чем он был назначен директором Бюджетного бюро в канцелярии президента США. Бюджетное бюро ежегодно готовило проект бюджета президента для представления Конгрессу. Цель Трумэна в отношении бюджета заключалась в том, чтобы сбалансировать его после крупных расходов во время Второй мировой войны и Уэбб являлся исполнителем этой финансовой политики.

### Государственный департамент
Затем Гарри Трумэн назначил Уэбба заместителем госсекретаря в Государственном департаменте США в январе 1949 года. Первым заданием Уэбба от госсекретаря Дина Ачесона была реорганизация Департамента, введение в штат 12 чиновников из команды Трумэна и сокращение штата с целью увольнения менее лояльных Трумэну людей.

### НАСА

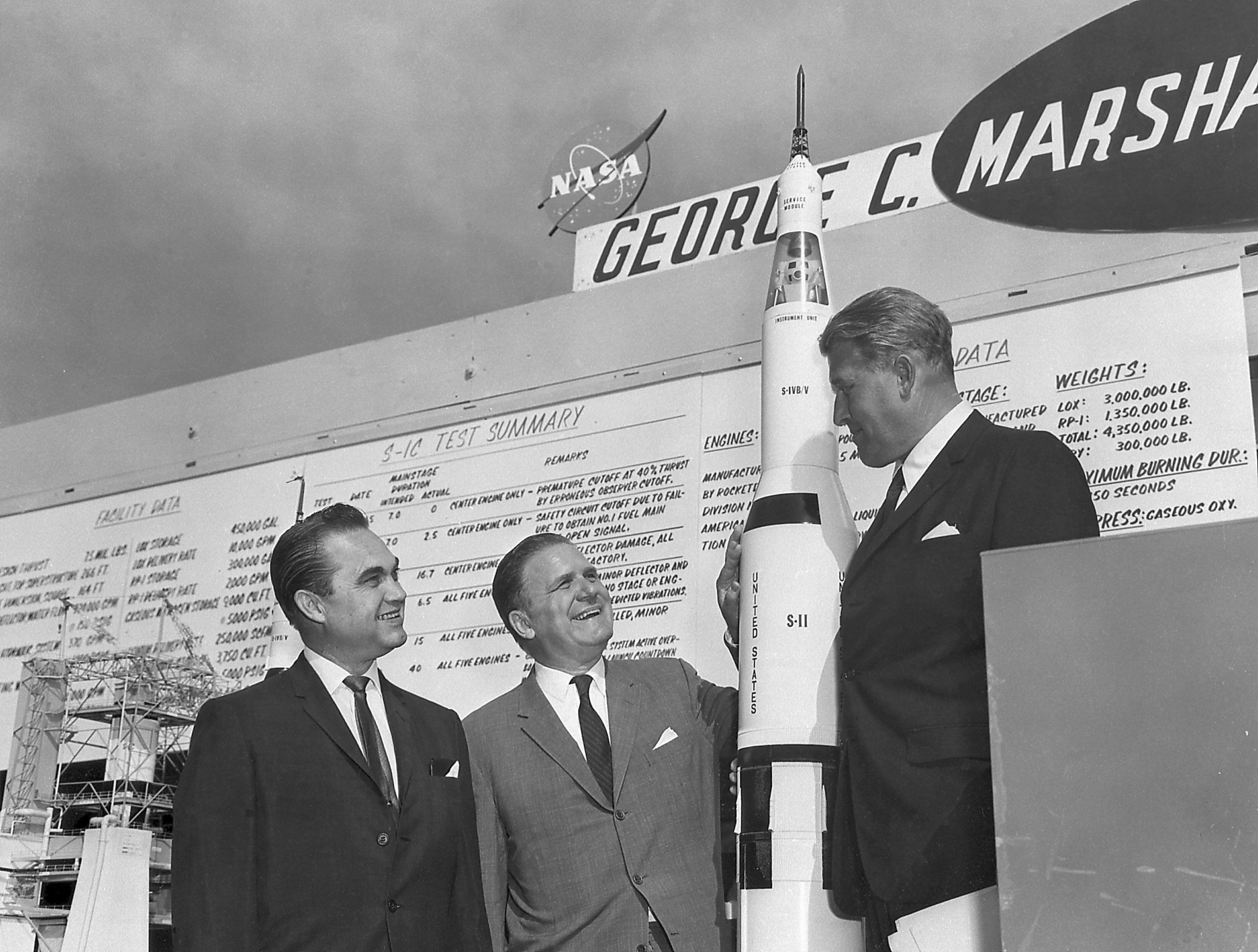
Вернер фон Браун объясняет на схемах Джеймсу Уэббу и губернатору Алабамы Джорджу Уоллесу характеристики его ракеты Сатурн-5

После второй мировой войны в НАСА блистал проектами Вернер фон Браун. Однако президенту Кенеди требовалось собственное доверенное лицо в НАСА, чтобы его контролировать. 14 февраля 1961 года Уэбб был назначен Кенеди администратором НАСА, хотя даже в Sperry Gyroscope не занимал технических позиций и имел образование как юрист.
Когда Кенеди начал программу Аполлон, то Уэбб проявил себя как опытный чиновник, четко разделив в каких вопросах он разбирается, а в каких нет. Уэбб как бывший бюджетный администратор США сосредоточился на выбивании бюджета на программу Аполлона и добился увеличения финансирования НАСА на 30 %. С точки зрения технологии Уэбб прекрасно понимал, что не в состоянии контролировать Вернера фон Брауна, так как просто не понимал, что он делает. Поэтому Уэбб назначил начальником программы Джорджа Мюллера с большим опытом работы в аэрокосмической индустрии. Мюллеру Уэбб подчинил и Центр космических полетов Маршалла фон Брауна, хотя всем руководством проекта, включая лунные аппараты осуществлял фон Браун, а структура Мюллера его только контролировала.
При управлении Уэбба НАСА совершило одну из крупнейших ошибок при организации безопасности подготовки миссий в результате которой сгорел живьем экипаж «Аполлон-1». Однако Уэбб не стал отрицать своей ответственности как руководитель и на заседаниях Конгресса предлагал возложить всю вину на него, что возымело обратный эффект, так как стало очевидно, что менеджмент НАСА не пытается уклониться от ответственности и расследование было прекращено.

## Память
Хотя Уэбб не имел никакого опыта в аэрокосмической области и специального образования, он был назначен администратором НАСА 14 февраля 1961 года. Фактически техническое руководство всех ракет-носителей для программ НАСА в период работы Уэбба осуществлял Вернер фон Браун, включая программу «Аполлон». Однако поскольку Вернер фон Браун имел противоречивое прошлое штурмбаннфюрера СС, то несмотря на его фактический статус «отца» программы Аполлон, в 2002 году НАСА решило именно в честь его формального начальника назвать космический телескоп «Джеймс Уэбб», самый крупный космический телескоп из когда-либо запущенных человечеством.
Это вызвало крупный скандал в научном сообществе США, более 1200 учёных и инженеров связанных с космическими исследованиями, включая известных учёных как Чанда Прескод-Вайнштейн, написали петицию с требованием переименовать телескоп, так как утверждалось, что Уэбб известен своим преследованием гомосексуалов среди персонала НАСА. По мнению авторов петиции Уэбб не заслуживает «памятника гомофобии». После бурной дискуссии, руководство НАСА решило оставить название с учётом его вклада в программу «Аполлон». Однако среди американских учёных многие в знак протеста используют в своих научных работах только сокращённое название JWST и договорились расшифровывать его иначе: Just Wonderful Space Telescope («просто замечательный космический телескоп»).

## Обвинения в гомофобии
При обвинениях в преследовании геев в основном рассматривается дело Клиффорда Нортона. Нортон был арестован в 1963 году полицией «за моральное разложение». Уэбб решил уволить второстепенного специалиста по подготовке финансовых смет, чтобы не ввязываться в скандал. Возможно дело Нортона не стало бы существенным и легендарным, если бы Нортон не подал в суд на НАСА за увольнение. НАСА в лице Уэбба в суде стало защищать позицию, аргументируя это тем, что для эффективности своей работы необходимо следовать моральному кодексу поведения, то есть фактически Уэбб объявил гомофобию официальной политикой НАСА в ходе этого процесса.